# Bitva u Friedlandu
Bitva u Friedlandu byla významnou bitvou napoleonských válek. 14. června 1807 se v ní střetla ruská vojska pod velením generálporučíka Bennigsena s francouzskými jednotkami. Ty zprvu vedl maršál Jean Lannes, později po svém příjezdu samotný císař Napoleon Bonaparte. Bitvu vyhráli Francouzi, kteří však promarnili příležitost ustupující ruská vojska zcela zničit. I přesto byl o několik dní později podepsán Tylžský mír, kterým byla završena válka čtvrté koalice ve francouzský prospěch.

## Pozadí

### 1. fáze polského tažení
Po porážce třetí koalice v bitvě u Slavkova roku 1805 Rakušané uzavřeli Prešpurský mír s Napoleonskou Francií, zatímco Rusové zůstali s císařstvím ve válečném stavu. V roce 1806 vznikla čtvrtá protinapoleonská koalice. Tvořilo ji Rusko, Prusko a Anglie.
Pruská vojska, která byla po dlouhou dobu považována celou Evropou za následovatele tradice Bedřicha Viléma, pruského krále a vojevůdce, zahájila roku 1806 výpad do Saska, které obsadila a připojila saské šiky ke svým řadám. Napoleon reagoval přesměrováním armády ze slavkovského tažení na německé území, kde se vějířovitě rozvinula proti pruským silám. Po překvapivé porážce u Saalfeldu byla pruská vojska rozdrcena v klíčových bitvách u Jeny (zde osobně velel Napoleon) a Auerstädtu (sbor maršála Davouta porazil jádro pruské armády). Napoleon poté obsadil Berlín, kde 21. listopadu vyhlásil kontinentální blokádu Anglie. Zbylá pruská armádní uskupení byla poražena v bitvách u Halle a Prenzlau.
Napoleona následně čekal boj s ruskou armádou, jíž velel generálporučík Bennigsen. Jelikož v ruských řadách tehdy panoval politický zmatek (Bennigsen si nebyl jist svojí pozici proti svému soku Buxhöwdenovi, který velel druhé ruské armádě), daly se síly cara na ústup hlouběji do Polska. Napoleonova Grande Armée Rusy pronásledovala a 28. listopadu vjel velkovévoda Murat, Napoleonův švagr, do hlavního města bývalého Polska, Varšavy. Zatímco Napoleon musel řešit otázku Polska (polská šlechta zoufale toužila po obnově vlastního státu, zatímco Murat se domýšlivě snažil vpasovat do role nového krále této země), na straně Ruska došlo k velitelským tahanicím a car unavený spory Bennigsena s Buxhöwdenem jmenoval jako velitele svojí armády v Polsku stárnoucího generála Kamenského. Než však stihl k armádě nový velitel dorazit, francouzská vojska (poměrně neočekávaně) nastoupila v prosinci do boje, jež následně vešel do dějin jako polské tažení a protáhl se až do června roku 1807.

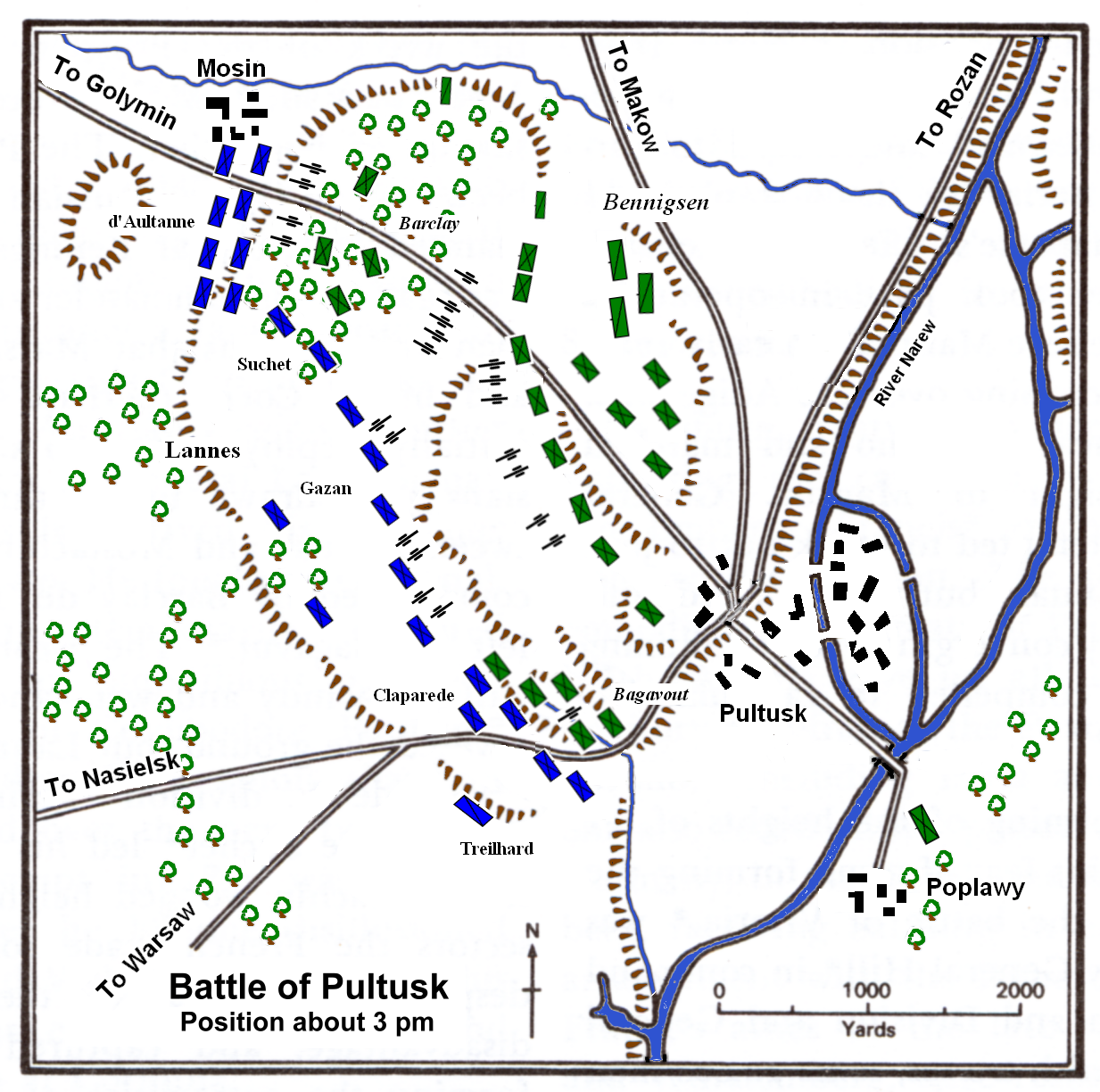
Schéma bitvy u Pultuska

Polské tažení začalo před Vánocemi 1806 a ani zdaleka se nevyvíjelo dle představ francouzského císaře. Jeho vojska překročila Vislu od severu k jihu na linii Toruň - Varšava - rakouský Halič, a vydala se vstříc ruské armádě. Napoleon měl početní převahu, ale udělal chybu, když rozdělil svoji armádu na dvě skupiny - jižní a severní, přičemž sám zůstal u jižní. Severní skupina, ve které se nacházel sbor maršála Bernadotta a sbor maršála Neye, byla početně slabší a operovala hlavně proti odřadu zbývajících pruských sil (asi 9000 mužů) generála Lestocqa. Jižní skupina, ve které se nacházely sbory maršálů Lannese, Augeraua, Soulta a Davouta, tvořila hlavní úderné křídlo a jejím cílem bylo skoncovat s armádou Levina Bennigsena dřív, než se stihne spojit s Buxhöwdenem, který doposud se svým 37 tisícovým sborem nedorazil.
K prvním střetu došlo u města Pultusk, kde zaujala obranu celá první armáda pod velením generálporučíka Bennigsena. Francouzi po násilném překročení řek Narew a Bug provedli několik strategických chyb a sbor maršála Lannese se ocitl osaměle postupujíc vstříc ruským silám, aniž by to kdokoliv tušil (sám Napoleon se domníval, že jádro ruských sil se nachází mnohem severněji od Pultusku). Jean Lannes provedl u Pultusku dne 26. prosince 1806 de facto útok z chodu a měl štěstí, že bitva neskončila totálním zničením jeho odřadu, protože ho zpočátku Rusové převyšovali v poměru 3:1. Bojovného maršála zachránil příchod divize pod velením generála Daultanna, která patřila pod sbor maršála Davouta a její velitel instinktivně nařídil obrat směrem k dělostřelecké ozvěně - jen díky tomu se Lannesův V. sbor zachránil. Ve stejný den se podařilo knížeti Golycinovi u vesnice Golymin ubránit několikanásobné přesile sborů Soulta a Augeraua, načež spořádaně ustoupil, kryt zadním vojem mistra ústupů, generálem Bagrationem.
V této fázi tažení začal trpět generál Kamenskij senilitou a po tvrdé výměně názorů s Bennigsenem odjel uraženě na ruské území, přičemž car Alexandr svěřil velení všech ruských vojsk právě generálporučíkovi od Pultuska (Buxhöwden byl odvolán). Bennigsen plný elánu okamžitě vyrazil do útoku, který vyvrcholil proslulou bitvou u Pruského Jílového. Celý Bennigsenův operační manévr byl dobře promyšlený a silám ruského velitele se téměř podařilo prorazit směrem na město Toruň, odkud se chtěl rozvinout Napoleonovi do týlu, a osvobodit částí sil Gdaňsk, který tehdy vázal část Napoleonových sil v rámci obléhání. Napoleon neměl ani tušení, co má ruská armáda v plánu – prozření císaře zajistil až maršál Ney, paradoxně svojí neposlušností. Místo toho aby zazimoval, jak mu ukládal Napoleonův rozkaz (císař chtěl zahájit další operace až na jaře), vyrazil se svým VI. sborem směrem na Královec, v nadutém pokusu ukončit celé polské tažení svépomocí a sklidit veškerou slávu. Poté, co Napoleon depešemi skrz náčelníka štábu Berthiera Neye prudce zpražil, začal se maršál vracet s vojsky zpět. Než tak však učinil, paradoxně narazil na jádro ruské armády, které se tímto směrem přesouvalo dle Bennigsenova útočného plánu. Napoleon vzal po tomto odhalení Neye na milost a povedeným útokem se mu podařilo Bennigsena takticky donutit k ústupu. Bennigsen i tak však toužil svést generální bitvu, stejně jako Napoleon - jejich vzájemné ambice se překřížily v ničivé bitvě právě u vesnice Pruské Jílové.

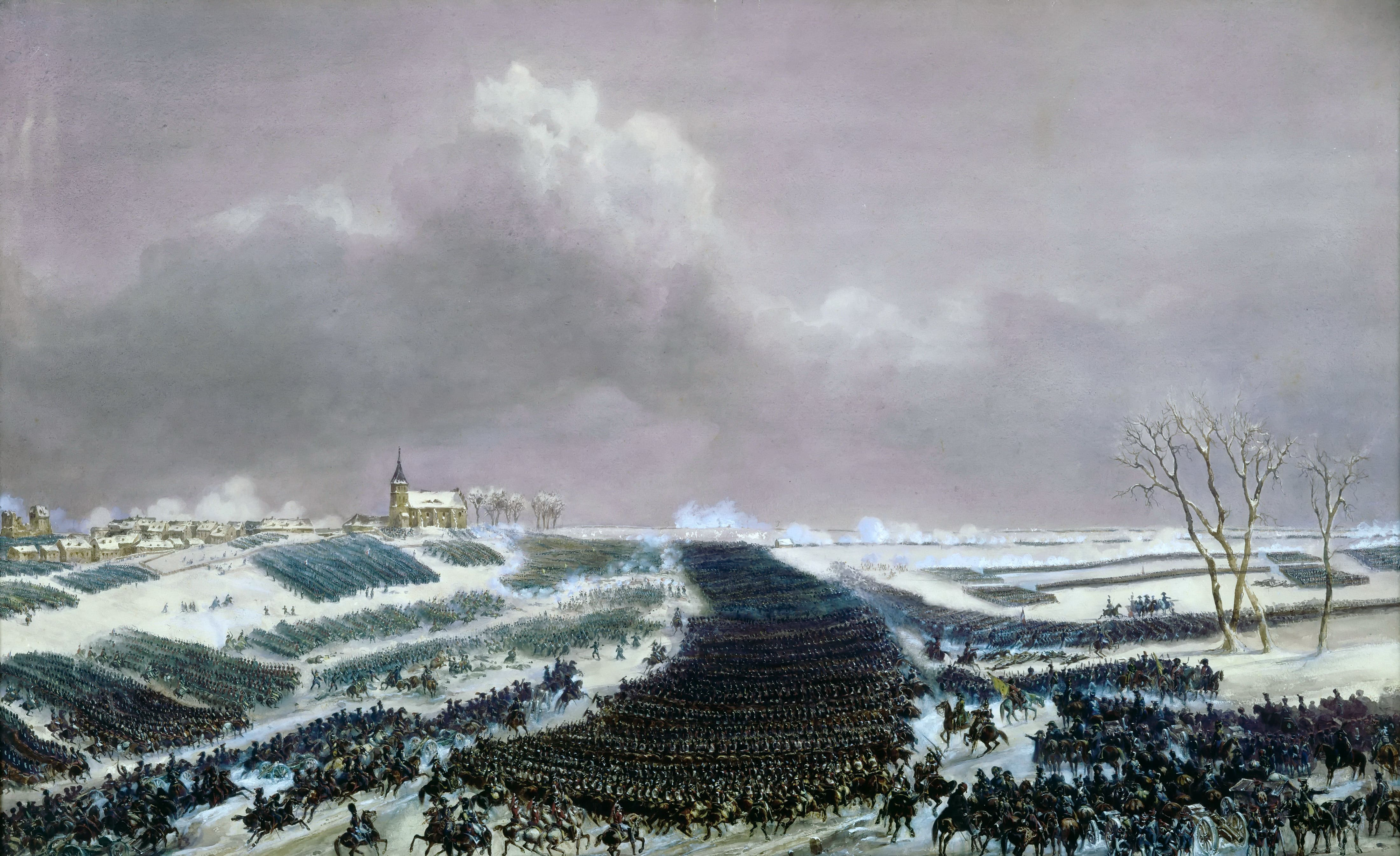
Jezdecký útok maršála Murata kryl ústup trosek VII. sboru maršála Augeraua

Toto střetnutí se stálo známé především faktem, že se jednalo o první bitvu, ve které stál Napoleon jako císař poprvé na prahu porážky. Jeho armáda, složená se sborů maršálů Soulta, Augeraua a Davouta a jezdeckých sborů generála Grouchyho a maršála Murata obsadila v noci ze 7. na 8. února 1807 vesnici samotnou, a druhý den se rozvinula do boje proti o něco početnějším ruským silám (Napoleon počítal ještě s příchodem Neyova VI. sboru v průběhu dne). Hned ze začátku bitvy došlo k tragédii, při které celý VII. sbor maršála Augeraua uprostřed nenadálé vánice napochodoval přímo před hlavně ruských děl, které jeho sbor zmasakrovaly a zredukovaly na čtvrtinový stav. Napoleon následně s pomocí sboru Soulta téměř zoufale držel operační linii, přičemž v jednu chvíli pronikla část ruských jednotek až k jeho suitě, kde je musela odrazit část gardy a následně jezdectvo. Vývoj bitvy zvrátily až jednotky spolehlivého maršála Davouta, přezdívané "železné divize", kterým se podařilo z jihu zatlačit obranu vedenou generálem Ostermannem-Tolstým a generálem Dochturovem, načež začala z této strany tlačit ruskou linii. Večer se ještě k bitvě připojil pruský Lestoqův sbor, který stabilizoval obranu generála Ostermanna, a ze severu přišel Neyův sbor, který ovšem jen "naběhl" na Rusy, načež po ztrátě několika stovek mužů ustoupil na vyrovnanou operační linii se zbytkem Napoleonových sil.
Střetnutí skončilo nerozhodně, z taktického hlediska nakonec zvítězil Napoleon, resp. maršál Davout, jehož sbor dokázal bitvu obrátit ve francouzský prospěch. Ze strategického hlediska byl výsledek sporný, na obou stranách padlo přes 15 000 mužů, sbor maršála Augeraua v podstatě přestal existovat a generálporučík Bennigsen v naprostém pořádku dalšího dne ustoupil, kryt generálem Bagrationem jako záštitou, tudíž hlavního strategického cíle – likvidace ruské armády - Napoleon nedosáhl. Jeho jednotky, stejně jako ruské, se dostaly do stavu totálního vyčerpání, a půdu která nedávno zmrzla, zažila oblevu, takže pohyb vojsk se opět zpomalil na úplné minimum. Císař Francouzů usoudil že další boje v tomto počasí již nemají smysl a jeho armáda zakončila tuto část tažení v zimních kvartýrech.

### 2. fáze polského tažení

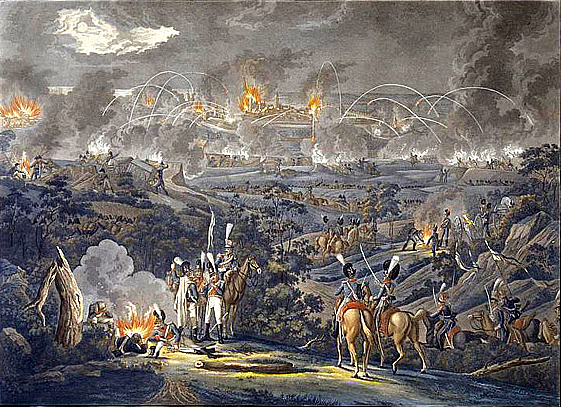
Obléhání Gdaňsku na dobové malbě

V zimních a prvních jarních měsících po celé frontové linii zavládl klid. Napoleon koncentroval síly (zdecimovaný sbor Augeraua byl rozpuštěn a jeho součásti rozděleny do ostatních sborů) a vyčkával na dobytí Gdaňsku, který obléhal maršál Lefebvre. Město, bráněné Prusem von Kalkreuthem, mělo silnou posádku, která počtem převyšovala francouzský X. sbor. Napoleon sice velmi toužil Lefebvra posílit, ale vzhledem k tomu že v době počátku obléhání odrážel Bennigsenovu zimní ofenzivu a VIII. sbor maršála Mortiera, který hypoteticky mohl dorazit na pomoc, musel hasit požár na úseku fronty, kde se nenadále vylodili Švédové, neměl císař jak sbor podpořit. Sám však jarní ofenzivu nehodlal zahajovat, dokud vzpurné město v týlu nepadne. Švédové obtěžující Mortiera byli nakonec zahnáni a s celým švédským státem byl následně uzavřen mír. Maršálu Lefebvrovi se podařilo dohnat Prusy do úzkých, ale jeho závěrečný nápor byl v minutě dvanácté odražen nenadálým vyloděním posil ruského generála Kamenského, o síle 9000 mužů. Ty však odrazily naopak francouzské posily vedené maršálem Lannesem a obléhání bylo obnoveno. Město nakonec začalo představovat tak velký problém, že bylo zahájeno vyjednávání. Von Kalkreuthovi bylo jasné, že po selhání ruských posil město již neudrží, a nakonec kapituloval - dostal však velmi velkorysé podmínky, z města vyšel i se svými zbylými 14 000 muži v plné polní a odpochodoval dle dohody nikým nerušen až do Pruskem poslední ovládané velké výspy, Královce. Byť neztratil ani kapku hrdosti, z hlediska historie je jeho kapitulace považována za kardinální strategický omyl, který uvolnil Napoleonovy síly v podstatě dvou sborů, které se mohly přesunout na bojiště proti ruským silám.
Jarní fázi tažení zahájila opět armáda generálporučíka Bennigsena, a opět se dostal do hlavní úlohy Neyův sbor. Ten ležel přímo vprostřed francouzské linie, tudíž činil ideální místo k proražení a rozvinutí do francouzských zad. Rusové se nacházeli ve velké početní nevýhodě, celkově jejich 87 tisíc mužů včetně Prusů změřilo na celém úseku fronty síly se 150 tisíci Francouzů a jejich spojenců. Dne 5. června 1807 se ruská armáda v šesti pochodových proudech vrhla na Neyův osamocený sbor. Maršál však s útokem počítal a zahájil zdatně vedený ústup, přičemž už dopředu informoval o situaci své sousední sbory maršálů Soulta a Davouta. Po dvou dnech ústupu se Ney za jistých ztrát úspěšně stáhl a ruský úder vyšel naprázdno. Navíc Bennigsen zjistil že mu Napoleon s dalšími sbory táhne na jižní bok, a hodlá ho odříznout. Po 3 dnech, dne 7. června 1807, ruská ofenziva skončila a karta se obrátila. Ruské síly ustoupily a zakopaly se u města Heilsberg, kde hodlal jejich velitel svést generální bitvu. Napoleon se poučil od krvavých jatek z Pruského Jílového, a rozhodl se ruskou armádu obejít. Sám vytáhl s IV. a VI. sborem, prozatímním sborem maršála Lannese a granátnickou divizí generála Savaryho proti pozicím Rusů, které hodlal tímto uskupením vázat (měl 50 000 mužů proti 90 000 ruským vojákům), zatímco Davoutův III. sbor spolu s VIII. sborem maršála Mortiera vyrazil na pruský Královec, který byl hlavním cílem celého polského tažení a zároveň místem, které měl Bennigsen za úkol uchránit stůj co stůj. Poslední zbývající sbor, první maršála Bernadotta, měl na starosti generál Victor, který zastupoval raněného velitele a měl za úkol hlídat nepolapitelný pruský sbor generála Lestocqa, který bojištěm bludně putoval a vždy se objevil na poslední chvíli Rusům na pomoc. Plán byl naplánován brilantně a pokud by se povedl, zcela jistě by vedl k dobytí Královce, obklíčení Bennigsena a k naprostému vítězství. Jenže sám Napoleon svůj plán pokazil frontálním útokem na přesilu Rusů u Heilsbergu (soudobí i další historici kteří z nich čerpali raději často o tom, že se Napoleon bojů osobně zúčastnil, mlčí).

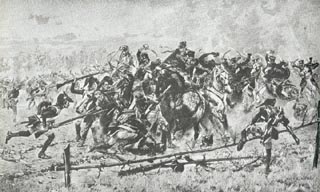
Útok Kožinových kozáků rozvrátil u Heilsbergu francouzské řady

Napoleonových 50 000 mužů se k Heilsbergu blížilo postupně. Zprvu dorazil předvoj pod velením maršála Joachima Murata, kterému byla podřízena i většina přicházejících vojsk, jímž velel maršál Soult. Ten se postupně pustil do útoku s divizemi generálů Carry Saint-Cyra a Saint-Hilaireho, přičemž mu bok krylo Muratovo jezdectvo. Nápor se soustředil na ves Bewernick, ležící před Heilsbergem, kde se bránil generál Bagration. Francouzská pěchota zpočátku slavila velké úspěch, ale poté jezdectvo zaútočilo pouhých 1000 jezdců generálmajora Kožina a začaly se z ruského pohledu "dít divy". Úder jezdců první zatlačil divizi Saint-Cyra zpět, následně vpadl do boku Muratovu jezdectvu, které se dalo na zmatený úprk, jež zastavil až generál Savary s dvěma pluky pěchoty. Francouzi následně donutili Rusy ustoupit až za jejich obrannou linii, ale přitom se dostali na otevřenou planinu, kde na ně spustilo palbu 150 ruských děl. Francouzské šiky, vedené 26. plukem, se vydaly vstříc pálící zkáze a dobyly jednu dělostřeleckou redutu, do které následně vjelo pruské jezdectvo a hrdě bránící se Francouze opět obrátilo v úprk, který se tentokrát stal nezastavitelným, od 26. pluku se rozšířil na 55. pluk a následně s sebou strhl i pluk jízdních myslivců, vyslaný generálem Lassalem divizi posílit. Následně pruští jezdci rozvrátili i pýchu francouzského jezdectva, kyrysnickou divizi generála Espagneho a samotný maršál Soult se musel ukrýt v pěchotním karé. Do toho se po pláni proháněl maršál Murat a každé jezdecké jednotce na kterou narazil nařizoval nesmyslný útok vstříc Prusům. Tento zmatek, který se na středu francouzské linie odehrával kolem deváté hodiny večerní, donutil Napoleona, který boj zpovzdálí sledoval, vyslat část svojí gardy. Ta nakonec do boje nezasáhla, protože s prolomením francouzského středu (Legrandova divize) se muselo stáhnout pravé i levé křídlo a jednotky z pravokřídelní divize Saint-Hilaireho zasáhly do boje. Pruský útok se zastavil a ústup oněch statečných jezdců kryly palbou děla velkoknížete Konstantina, která ten den měla obzvláště dobrou mušku. Když už se zdálo že boj skončil, dorazil s částí svého sboru maršál Lannes a z chodu napadl jednu ruskou redutu - za svoji neuváženost zaplatil 2000 mužů a vrátil se zpátky do pozice, z které přišel, načež se ještě pohádal s císařem. Ztráty po bitvě se na straně Francouzů dle pruského historika Höpfnera ustálily na 1398 mrtvých, 10 359 raněných a 864 zajatých. Rusů umřelo mezi dvěma až třemi tisíci a měli kolem 5500 raněných. Za vítěze se většinou považují Francouzi, protože vojska cara pod rouškou noci ustoupila (jelikož těžce nemocný Bennigsen obdržel zprávu, že má maršála Davouta v týlu), ovšem ze strategického hlediska se situace nezměnila - Rusové Napoleonovi zase unikali a on získal jenom město, kolem kterého se navíc rychle rozkládaly mrtvoly a šířila nebezpečná infekce. Císař měl však již brzy slavit úspěch, a to právě kvůli dosud nezbednému maršálu Lannesovi, kterému se u Friedlandu podařilo najít ustupující jádro ruských sil.

## Bitva

### Manévry směřující ke střetnutí (14. června)

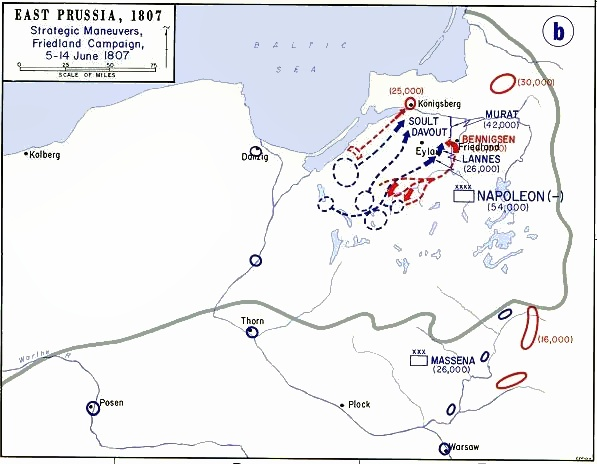
Přehled pohybů vojsk před bitvou

Ruská vojska, která byla rozmístěna na levém běhu řeky Alle, se po bitvě u Heilsbergu začala stahovat. Bennigsen, znehybněný silnými horečkami, předal velení generálporučíkovi Gorčakovovi, který armádu vedl směrem na město Friedland, zatímco 9000 vojáků generálporučíka Kamenského se spojilo se zbytky Prusů generála Lestocqa a zahájili ústup ke Královci, klíčovému bodu celé oblasti, který ostatně vlastně přišli Rusové zprvu bránit. Francouzi ruský ústup zaregistrovali až kolem poledne 12. června, Heilsberg ve chvíli obsadili a zahájili budování mostů, místo těch, jež zničili ustupující Rusové. Armády cara chvatně ustupovaly a snažily se setřást jezdectvo generálů Latour-Maubourga a Lasalla. U města Bartenstein se Rusům podařilo odpoutat a francouzské síly ztratily kontakt, a tudíž i přehled o koncentraci ustupujících Gorčakovových sil. Husarský kousek se povedl i Kamenského a Lestocqovu sboru, když unikli z kleští sborů maršála Davouta a generála Victora (resp. zraněného Bernadotta) a slavnostně napochodovali o den později do Královce, kde je přivítal nadšený pruský král.
Napoleon zprvu ani nepřemýšlel o tom, že Gorčakovova bude pronásledovat, chtěl mu jen přetnout s celou svojí armádou cestu na Královec. Sbory maršálů Davouta a Soulta vyslal směrem na zmíněné Prusy obsazené město, aby utvořily severní rameno odřezávacího manévru, a oba je podřídil maršálu Muratovi. Maršál Murat byl sice ve srovnání s oběma maršály jak takticky, tak strategicky nevyspělý, ale patřil do Napoleonovy rodiny (s císařem byli švagry), a mezi oběma maršály panovala tak velká řevnivost, že se radši podřídili někomu méně schopnému. Jižní křídlo manévru vedl sám Napoleon se sbory Lannese, Neye a Mortiera, k nimž přibral celou svoji gardu a záložní jezdectvo, které neodjelo s Muratem, pod velením generála de Grouchyho. Nevědomky zahájil pochod rovněž severovýchodním směrem na Friedland, a zanedlouho jeho vojska prošla Bartensteinem, kde naposledy francouzské jezdectvo mělo Rusy v dosahu. Spojnici mezi uskupením Murata a Napoleona tvořil I. Victorův sbor, který obsadil nechvalně proslulé Pruské Jílové.

### Lannesův objev (13. června)

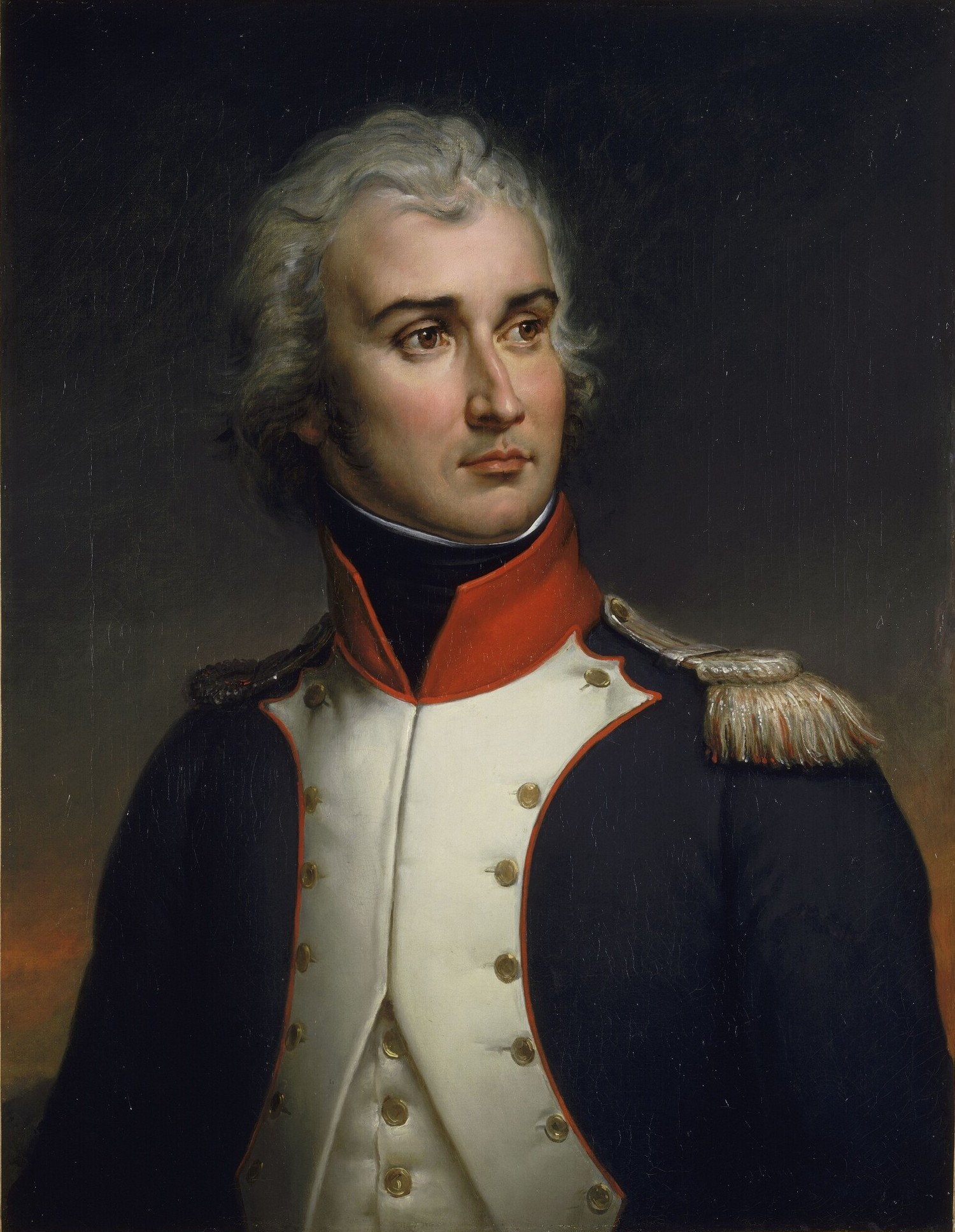
Maršál Jean Lannes

Maršál Jean Lannes se se svým sborem držel na hrotu formace jižního křídla, a aniž by to tušil, k Rusům byl nejblíž z celého francouzského uskupení. Gorčakovovy jednotky dotáhly k nevelkému Friedlandu navečer onoho dne a vyhnaly či pozajímali francouzské husary, nacházející se v zástavbě. Ti však patřili k 9. husarskému pluku, jehož velitel prozřetelně ustoupil směrem k Lannesovi a podal mu hlášení o tom, že Rusové Friedland obsadili. Bennigsen, opět ve velení, se kolem osmé hodiny večerní sám do města dostal a okamžitě nařídil postavení tří pontonových mostů přes řeku, jelikož hodlal z pravého břehu (na kterém se nacházelo i město) přejít na levý, a pokračovat dále na Královec. Mezitím obdržel hlášení knížete Golicyna, jehož jezdectvo u Domnau ležícím na západě od Friedlandu objevilo nevelkou francouzskou vojenskou kolonu (Lannesovy jednotky). Bennigsen dobře odhadl sílu nepřítele na jeden sbor a rozhodl se pokračovat v přesunu na levou stranu řeky, tj. vstříc Lannesovi - v tu chvíli ještě nemohl tušit, že dělá osudovou chybu.
V době, kdy se Rusové usazovali ve městě, dorazila Ruffinova brigáda, vedená slavným generálem Oudinotem do sousední západní vesnice, Georgeneau – místem pouze prošla a pokračovala až do vísky Postehlen, kolem které se rozmístila v půlkruhové obraně. V tu chvíli se tak Francouzi nacházeli pouze tři kilometry od ruských linií. Zkušený Oudinot obhlédl situaci (vzhledem k letním období se stmívalo velmi pozdě a viditelnost byla vynikající), načež poslal Lannesovi sarkastický vzkaz, v němž narážel na svoji krátkozrakost - "Dokonce i já vidím, že tu je celá Bennigsenova armáda". Generálovi už nezbývalo nic jiného než čekat na zbytek svojí divize, a ostatně i na zbytek celého Lannesova uskupení. Skvělá francouzská síť předávání zpráv vedená maršálem Berthierem mezitím zajistila, že Napoleon velice rychle zjistil, co Lannes dokázal. Zprvu ho sice mátly zprávy od maršála Murata, který ze svého severního uskupení posílal matoucí vzkazy v nichž tvrdil, že narazil na celé ruské síly, avšak Napoleon cítil, že Lannes má bystřejší vojáckou mysl než Murat a uvěřil jemu. Mortierův VIII. sbor a jezdecké divize generálu Nansoutyho a de Grouchyho se tak okamžitě začaly přesouvat na pomoc Lannesovi. Zároveň s nimi povolal Napoleon ze vzdálenějších pozic VI. sbor Neye a I. sbor Victora. Lannesovým úkolem v tu chvíli bylo pouze vázat ruské jednotky všemi prostředky, dokud nedorazí hlavní síly. Lannes o půlnoci 13. června disponoval 9000 muži, Bennigsen 58 000.

### Den bitvy (14. června)
K bitvě došlo 14. června, když se u Friedlandu ve východním Prusku (nynější Pravdinsk v Kaliningradské oblasti Ruska) střetl Lannesův předvoj s ruskými hlavními silami. Rusové měli početní převahu, ale Lannes dostával posily.
Nakonec na bojiště dorazil i Napoleon, který převzal velení a zahájil rozhodující útok. Rusové byli donuceni k ústupu (či spíše k útěku).

## Následky
Bitva znamenala pro Rusko pohromu, po níž následovalo uzavření míru. Tylžský mír, který obě země uzavřely, nebyl tak tvrdý, jak se dalo očekávat. Nejenže se Rusko obešlo bez územích ztrát, ale dokonce získalo Białystok. Na druhou stranu muselo uznat mnohé nově vzniklé země pod francouzským vlivem (např. Varšavské knížectví).
Rusko zde slíbilo, že pomůže k urovnání britsko-francouzského sporu. Pokud se to nepovede, stát se spojencem Francie. Francie na oplátku měla zprostředkovat mír Ruska s Tureckem.
Ve skutečnosti šlo spíše o příměří před dalším bojem. Ten začal roku 1812 a jeho výsledek byl pro Francii fatální.